# Debate Chomsky-Foucault
O debate Chomsky-Foucault foi um debate sobre a natureza humana, entre Noam Chomsky e Michel Foucault na Universidade de Tecnologia de Eindhoven, na Holanda, em 22 de outubro de 1971 às 19h30 O debate foi transmitido em 28 de novembro de 1971 às 21h30 Chomsky e Foucault foram convidados pelo filósofo holandês Fons Elders para discutir uma questão antiga: "existe uma natureza humana inata independente de nossas experiências e influências externas?"

## Debate
Como o moderador resumiu o tema: “Todas as aprendizagens relativas ao homem, desde a história à linguística e à psicologia, são confrontadas com a questão de saber se, em última instância, somos o produto de todos os tipos de fatores externos, ou se, em última instância, apesar de nossas diferenças, temos algo que poderíamos chamar de natureza humana comum, pela qual podemos chamar uns aos outros de seres humanos.” Noam Chomsky e Michel Foucault assumiram pontos de vista opostos sobre a questão. Chomsky argumentou que a natureza humana era real e identificou-a com estruturas inatas da mente humana, consistente com a sua teoria da gramática universal . Foucault explicou os mesmos fenômenos com referência às estruturas sociais humanas.
Por exemplo, embora reconhecendo que seria inútil tentar prever com precisão a natureza de uma sociedade pós-revolucionária, Chomsky sustentou que ainda vale a pena empenhar-se na tarefa de construção de teorias. Mesmo que não consigam fornecer uma imagem completa de uma sociedade futura, as teorias ainda podem oferecer uma visão e um sentido de direção para a luta revolucionária. Foucault respondeu a isso questionando a base de tais teorias. Segundo ele, as nossas concepções da natureza humana são adquiridas a partir da nossa própria sociedade, civilização e cultura. Ele deu, como exemplo disto, o marxismo do final do século XIX e início do século XX que, segundo Foucault, emprestou a sua concepção de felicidade da sociedade burguesa. As ideias sobre sexualidade, vida familiar e estética foram emprestadas de exemplos burgueses. Foucault sustentou que ao adotar uma certa concepção da natureza humana corremos o risco de reconstituir velhas relações de poder numa sociedade pós-revolucionária, ao que Chomsky respondeu: "O nosso conceito de natureza humana é certamente limitado, parcial, socialmente condicionado, restringido pelos nossos próprios defeitos de caráter e as limitações da cultura intelectual em que existimos, mas ao mesmo tempo é de importância crítica que tenhamos alguma direção, que saibamos quais objetivos impossíveis estamos tentando alcançar, se esperamos alcançar alguns dos objetivos possíveis".
Durante o debate, Foucault criticou o que considerava o poder político oculto de instituições aparentemente neutras. Segundo ele, o poder é visto na sociedade europeia como algo que pertence às instituições de poder político (como o governo) e a setores relacionados da sociedade, como o aparelho de Estado, a polícia e o exército. Mas, segundo Foucault, instituições como a família, as escolas, as universidades, a medicina e a psiquiatria servem todas para manter o poder nas mãos de uma classe social e excluir a outra. Ele via como uma tarefa intelectual central criticar tais instituições: "Parece-me que a verdadeira tarefa política numa sociedade como a nossa é criticar o funcionamento das instituições, que parecem ser ao mesmo tempo neutras e independentes; criticar e atacar de tal maneira que a violência política que sempre se exerceu obscuramente através deles seja desmascarada, para que se possa lutar contra eles”.
Chomsky concordou, acrescentando que concorda não apenas na teoria, mas também na prática. No entanto, segundo ele, as principais instituições que devem ser combatidas na sociedade moderna são econômicas: nomeadamente, as instituições financeiras e as empresas multinacionais. Segundo Chomsky, mesmo que se apresentem como sujeitos à democracia do mercado, ainda são autocráticos. O poder é atribuído a uma minoria de proprietários e gestores, enquanto a maioria dos trabalhadores não tem controle real sobre o funcionamento da corporação. De acordo com Chomsky, tais instituições ganham o seu poder a partir do domínio das forças de mercado no que ele viu serem as sociedades desigualitárias do Ocidente.